# Lavičky
Lavičky, původně Lahwiczky (německy Lawitschek), jsou obec v okrese Žďár nad Sázavou v kraji Vysočina. Žije zde 708 obyvatel.
Sousedními obcemi sídla jsou Velké Meziříčí, Stránecká Zhoř a Netín.

## Název
Nejstarší doklad z 1376 ukazuje podobu Lavicě, které významově odpovídalo dnešnímu lávky, tedy z prken vyrobené přechody přes vodní tok. Od následujícího roku (1377) je jméno vesnice zapisováno vždy jako zdrobnělina (třebaže v roce 1377 zřejmě nepochopením jako Lahvičky). V některých dokladech z 18. století je i jednotné číslo Lavička.

## Historie
První písemná zmínka o obci pochází z roku 1376, kdy byla součástí meziříčského panství a nazývala se villa Lawicz; v roce 1377 se uvádí villa Lahwiczky.  Farností ves příslušela do Velkého Meziříčí, hřbitovem do Mostišť. Původně byly Lavičky zemědělská obec, od počátku 19. století převážně pěstující brambory.
Obce Lavičky, Svařenov, Hrbov, 1/2 Závisti a Kochánov byly přiškoleny ke škole v Netíně. Roku 1790 si Lavičky zřídily vlastní obecnou školu. Roku 1795 se pro špatnou cestu oddělily obce Hrbov a Svařenov, Kochánov se vyškolil k Netínu. Do roku 1820 se vyučovalo po domech. Budova školy z roku 1820 sloužila až do roku 1906, pak byla postavena vlastní školní budova.
Před třicetiletou válkou zde bylo 21 domů. V letech 1656–1749 je držely rodiny: Jurkova, Černých, Kazdova, Kučerova a Tesařova. Přes 100 let byly na gruntech také rodiny Homolova, Střechova a Hudečkova. Počet domů se do roku 1749 nezvýšil, roku 1790 bylo v obci 37 domů a 234 obyvatel, roku 1890 již 58 domů a 336 obyvatel a roku 1900 to bylo 60 domů a 341 obyvatel, národnosti české a katolického vyznání.
Obec Lavičky v roce 2009 obdržela ocenění v soutěži Vesnice Vysočiny, konkrétně získala ocenění zelený diplom, tj. diplom za rozvíjení lidových tradic.

## Obyvatelstvo
| Rok            | 1869 | 1880 | 1890 | 1900 | 1910 | 1921 | 1930 | 1950 | 1961 | 1970 | 1980 | 1991 | 2001 | 2006 | 2013 | 2022 |
| Počet obyvatel | 435  | 434  | 418  | 424  | 450  | 438  | 456  | 428  | 424  | 406  | 390  | 392  | 408  | 448  | 482  | 593  |

## Části obce
- Lavičky
- Závist

## Zastupitelstvo
V letech 2006–2010 působil jako starosta Jiří Bradáč, od roku 2010 tuto funkci vykonává Jan Havelka.

## Školství
- Mateřská škola Lavičky
- Základní škola Lavičky

## Doprava
Územím obce prochází dálnice D1 s exitem 141 (Velké Meziříčí-západ) a souběžná silnice II/602 v úseku Velké Meziříčí Měřín. Samotnou obcí pak silnice III/0026 ze silnice II/602 přes Lavičky na Závist. Do katastru zasahuje i krátký úsek silnice III/0027 ze silnice II/602 na Hrbov.

## Pamětihodnosti
- Kostel svaté Zdislavy